# 우나이 누녜스
우나이 누녜스 헤스토소(스페인어: Unai Núñez Gestoso ˈunaj ˈnuɲeθ[*], 바스크어:  unai nuɲes̻, 1997년 1월 30일, 바스크 주 세스타오 ~)는 스페인의 축구 선수로, 현재 세리에 A의 엘라스 베로나와 스페인 국가대표팀에서 중앙 수비수로 활약하고 있다.

## 클럽 경력
바스크 주 비스카이아 도 세스타오 출신으로, 인근 포르투갈레테에서 유년 시절을 보낸 누녜스는 레사마의 아틀레틱 빌바오 유소년부에 10세의 나이로 입단했다. 그는 2015-16 시즌에 테르세라 디비시온에 속한 연계 구단 소속으로 성인 무대 신고식을 치렀다.
2016년 6월 7일, 누녜스는 세군다 디비시온 B으로 막 강등된 2군으로 승격되었다. 그는 즉시 주전으로 발돋움하여 그 시즌에 33경기 출전해 3골을 기록했다.
2017년 6월 2일, 호세 앙헬 시간다 신임 1군 감독은 누녜스를 시즌 개막 전에 1군으로 차출했다. 2017년 8월 20일, 그는 0-0으로 비긴 헤타페와의 안방 경기에 선발로 출전해 1군이자 라 리가 첫 경기를 치렀다.
2017년 10월 30일, 빠르게 1군 주전으로 도약한 누녜스는 2023년까지 유효한 연장 계약서에 서명하고, €30M의 인수 조항이 붙었다. 이듬해 3월 31일, 그는 1-1로 비긴 셀타 비고와의 안방 경기에서 선제골을 기록해 1부 리그 첫 골맛을 보았다.
2017-18 시즌에 36경기 출전한 누녜스는 2018-19 시즌에 14경기 출전에 그치며 보다 적은 출장 기회를 잡았는데, 시즌 초에 신예 페루 놀라스코아인은 물론 이니고 마르티네스와 예라이 알바레스에게 밀렸었다.
2020년 11월, 그는 2025년까지 유효한 계약 연장에 합의를 보았는데, 이번에는 인수 조항이 붙지 않았다.

## 국가대표팀 경력
2017년 8월 25일, 누녜스는 사상 처음으로 스페인 U-21 국가대표팀에 차출되었다. 로베르토 모레노 감독은 루마니아와 페로 제도와의 유로 2020 예선을 앞두고 누녜스를 성인 국가대표팀에 차출했다. 그는 후자와의 9월 8일 히혼에서 벌어진 경기에서 스페인이 2-0으로 앞선 와중에 세르히오 라모스와 막판에 교체되어 들어가 첫 경기를 출전했다. 경기 최종 결과는 4-0 완승이었다.
그는 비공식 바스크 대표팀 일원으로 2020년 11월에 벌어진 코스타리카와의 경기에도 출전해 경기 막판에 머리로 결승골을 기록한 적도 있다.

## 사생활
누녜스의 부친 아벨도 전직 축구 선수이자 수비수로, 현역 시절 주로 바라칼도에서 활동했다. 그의 형 아시에르는 같은 중앙 수비수로 고향 인근 클루브 포르투갈레테에서 활약하고 있다.

## 경력 통계

### 클럽
2021년 7월 1일 기준
| 구단            | 시즌      | 리그              | 리그 | 리그 | 컵   | 컵 | 대륙 | 대륙 | 기타 | 기타 | 합계 | 합계 |
| 구단            | 시즌      | 리그명            | 출장 | 골   | 출장 | 골 | 출장 | 골   | 출장 | 골   | 출장 | 골   |
| --------------- | --------- | ----------------- | ---- | ---- | ---- | -- | ---- | ---- | ---- | ---- | ---- | ---- |
| 바스코니아      | 2015–16   | 테르세라 디비시온 | 28   | 1    | –    | –  | –    | –    | –    | –    | 28   | 1    |
| 빌바오 아틀레틱 | 2016–17   | 세군다 디비시온 B | 33   | 3    | –    | –  | –    | –    | –    | –    | 33   | 3    |
| 아틀레틱 빌바오 | 2017–18   | 라 리가           | 33   | 1    | 0    | 0  | 3    | 0    | –    | –    | 36   | 1    |
| 아틀레틱 빌바오 | 2018–19   | 라 리가           | 12   | 0    | 2    | 0  | –    | –    | –    | –    | 14   | 0    |
| 아틀레틱 빌바오 | 2019–20   | 라 리가           | 20   | 0    | 6    | 0  | –    | –    | –    | –    | 26   | 0    |
| 아틀레틱 빌바오 | 2020–21   | 라 리가           | 25   | 1    | 4    | 1  | –    | –    | 2    | 0    | 31   | 2    |
| 아틀레틱 빌바오 | 합계      | 합계              | 90   | 2    | 12   | 1  | 3    | 0    | 2    | 0    | 107  | 3    |
| 경력 합계       | 경력 합계 | 경력 합계         | 151  | 6    | 12   | 1  | 3    | 0    | 2    | 0    | 168  | 7    |

1. ↑  유로파리그 출장 경기 기록 포함
2. ↑  수페르코파 데 에스파냐 출장 경기 기록 포함

## 수상
아틀레틱 빌바오
- 수페르코파 데 에스파냐 2020–21[18]
- 코파 델 레이 준우승: 2019–20,[19] 2020–21[20]

스페인 U-21
- UEFA U-21 축구 선수권 대회: 2019[21]